# Parque Antenor Martins
O Parque Antenor Martins é um parque localizado em Dourados, Mato Grosso do Sul, Brasil.
Sua área é de 7.700 m2, possuindo um grande lago onde se realizam campeonatos de pesca. Dispõe de dois campos de futebol, um anfiteatro com capacidade para 400 pessoas e sem cobertura, quatro quadras poliesportivas e duas quadras de areia, sem estrutura especifica, além de um posto policial municipal.
Dispõe ainda de uma pista de caminhada em torno do lago. O parque já abrigou grandes eventos como o Verão Dourados, dentre outros. Dispõe ainda de dez banheiros, uma tenda para apresentações e um coreto para pequenos eventos. Foi fundado em 1985 e pertence à prefeitura municipal.